# Stoughton (Canada)
Ne doit pas être confondu avec Stoughton (Massachusetts).
Stoughton est une ville de la province de la Saskatchewan au Canada.

## Démographie
| 2001 | 2006 | 2011 | 2016 |
| ---- | ---- | ---- | ---- |
| 720  | 653  | 694  | 649  |